# Сосо (буква)

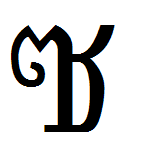

Сосо (тайск. ซอ โซ่, со — «цепь») — со, одиннадцатая буква тайского алфавита, относится к аксонтамкху (парная нижнего класса) и может быть только первого, третьего и четвёртого тона. Как парная буква сосо противопоставляется буквам верхнего класса сосала, сорыси, сосыа, которые, в свою очередь, могут быть второго и пятого тона. Как финаль относится к матре мекот. На клавиатуре проецируется на клавишу рус. «Ж».
Тонирование сосо с проекцией на сосала:
| Сиенг саман | Сиенг эк | Сиенг тхо | Сиенг три | Сиенг тьаттава |
| ซ           |          | ซ่ = ศ้     | ซ้ = ศ๊     |                |